# Nasséré
Nassere là một tổng thuộc  Bam (tỉnh) ở tây bắc Burkina Faso. Thủ phủ là thị xã Nassere. Theo điều tra dân số năm 1996, tổng này có tổng dân số 10.591 người .

## Các thị xã và làng xã
- Thị xã Nassere
- Béguemdéré
- Biliga-Fulbé
- Biliga-Mossi
- Bilkaradié
- Fénéguéné
- Foutanga
- Kolladé
- Sampalo
- Sika
- Sillaléba
- Tamiga-Fulbé
- Tamiga-Mossi
- Tibtenga-Fulbé
- Tibtenga-Mossi
- Tora